# Krzysztof Marcyński
Krzysztof Marcyński – pallotyn, medioznawca, doktor habilitowany nauk społecznych w zakresie nauk o mediach, absolwent New York University w Stanach Zjednoczonych (ekologia mediów), badacz komunikacji społecznej i religijnej, natury mediów i kompetencji komunikacyjnej. Profesor uczelni w Instytucie Edukacji Medialnej i Dziennikarstwa na Uniwersytecie Kardynała Stefana Wyszyńskiego w Warszawie oraz w Wyższym Seminarium Duchownym w Ołtarzewie. Pomysłodawca Pierwsze Forum Prefektów Studiów. Autor licznych publikacji z obszaru komunikacji i mediów, członek Polskiego Towarzystwa Komunikacji Społecznej, The International Association of Religion Journalists oraz European Communication Research and Education Association.

## Wybrane publikacje
- Kompetencja komunikacyjna. Studium medioznawcze, Warszawa 2017, s. 628.
- Komunikacja religijna i media, Kraków 2016, s. 248.
- Sztuka komunikacji według Franciszka, Warszawa 2016 (z M. Laskowska).
- Komunikacja społeczna według Benedykta XVI, Kraków 2016 (z M. Laskowska).
- Życie na skrzydłach, Warszawa 2016.
- Wirtualne targowisko. O reklamie, marketingu i promowaniu się w Internecie, t. 1, Warszawa 2017 (z M. Butkiewicz, A. Gralczyk).
- Dziecko w mediach, Warszawa 2016 (z M. Butkiewicz, A. Gralczyk).

Źródło.

## Oznaczenie i nagrody
- Brązowy Krzyż Zasługi za wkład w rozwój nauki, Warszawa 2017[7].